# Unia na rzecz Demokracji Francuskiej
Unia na rzecz Demokracji Francuskiej (Union pour la démocratie française, UDF) – francuska partia polityczna, działająca w latach 1978–2007, do 1998 funkcjonująca jako federacja ugrupowań. Nazwa pochodzi od książki-manifestu politycznego pod tytułem Démocratie française autorstwa Valéry’ego Giscarda d’Estainga, wydanej przez wydawnictwo Fayard w 1976.

## Historia

### Lata 70. i 80.
Unia na rzecz Demokracji Francuskiej została założona w 1978 jako federacja wyborcza ugrupowań centrowych i niegaullistowskiej, chadeckiej prawicy. UDF stała się zapleczem urzędującego od 1974 prezydenta Valéry’ego Giscarda d’Estainga i rządu pod przywództwem Raymonda Barre.
Unię utworzyły Partia Republikańska (Parti Républicain) i Centrum Demokratów Społecznych (Centre des démocrates sociaux). Dołączyły do nich mniejsze partie, jak Partia Radykalna (Parti radical „valoisien”) i socjalistyczne ugrupowanie MDSF (Mouvement démocrate socialiste de France), w 1982 przekształcony w Partię Socjaldemokratyczną (Parti social-démocrate). Uzupełniała federacja Fédération Nationale des Clubs Perspectives et Réalités. Istniała także grupa działaczy należących bezpośrednio do UDF.
Unia początkowo konkurowała z gaullistowskim Zgromadzeniem na rzecz Republiki. Stosunki między tymi ugrupowaniami poprawiły się po wygranej socjalisty François Mitterranda w wyborach prezydenckich w 1981. W okresie kierowania rządem przez lidera RPR, Jacques’a Chiraca, UDF wchodziła w skład jego zaplecza parlamentarnego.

### Lata 90.
W latach 90. UDF uczestniczyła w rządach Édouarda Balladura i Alaina Juppé. W 1995 wspierała pierwszego z nich w wyborach prezydenckich. Partia stała się zwolennikiem europejskiego federalizmu, aktywnie uczestnicząc w ramach Europejskiej Partii Ludowej. Poglądy poszczególnych jej działaczy pozostawały zróżnicowane, zarówno w sferze politycznej, jak i społecznej.
W 1995 doszło do istotnych zmian w ramach federacji. Na bazie Fédération Nationale des Clubs Perspectives et Réalités Hervé’a de Charette powołano Partię Ludową na rzecz Demokracji Francuskiej (Parti populaire pour la démocratie française). Centrum Demokratów Społecznych i Partia Socjaldemokratyczna w tym samym roku połączyły się w jednolitą Siłę Demokratyczną (Force démocrate). W czerwcu 1997 Partia Republikańska przekształciła się w Demokrację Liberalną z Alainem Madelinem na czele. Już w maju 1998 DL zasilona grupą działaczy PPDF (m.in. Dominique Bussereau, Jean-Pierre Raffarin i inni) opuściła Unię na rzecz Demokracji Francuskiej. Zwolennicy pozostania w ramach UDF (Alain Lamassoure, Renaud Donnedieu de Vabres) utworzyli wówczas Biegun Republikanów, Niezależnych i Liberałów (Pôle républicain indépendant et libéral). W 1998 z UDF usunięto kilku posłów (wśród nich Charles’a Millona), którzy w regionach weszli w nieformalne porozumienia z Frontem Narodowym.
29 listopada 1998 w ramach partii doszło do fuzji pomiędzy Siłą Demokratyczną, Biegunem Republikanów, Niezależnych i Liberałów oraz frakcją „bezpośrednich członków UDF” (Adhérents directs de l'UDF). Grupy te formalnie przestały istnieć, a unia została ugrupowaniem jednolitym, określanym jako Nowa UDF (Nouvelle UDF). Wciąż współpracujące z nią Partia Ludowa na rzecz Demokracji Francuskiej i Partia Radykalna uzyskały status autonomicznych ugrupowań stowarzyszonych.

### Lata 2002–2007
W wyborach prezydenckich w 2002 UDF formalnie poparła swojego lidera François Bayrou, który w pierwszej turze uzyskał 6,84%. Wcześniej partię opuściła Christine Boutin i jej Forum Socjalnych Republikanów. Jednocześnie wielu liderów partii (m.in. Philippe Douste-Blazy, Jacques Barrot, François Loos), a także około 1/3 posłów do Zgromadzenia Narodowego od początku wspierało kandydaturę ubiegającego się o reelekcję Jacques’a Chiraca, przystępując następnie przystąpiło do tworzenia Unii na rzecz Większości Prezydenckiej. Z UDF wystąpiły także obie partie afiliowane (Partia Radykalna i PPDF) oraz współpracująca organizacja niebieskich ekologów (Écologie bleue), również przechodząc do nowej centroprawicowej formacji.
W wyborach parlamentarnych działacze UDF startowali częściowo pod własnym szyldem (w tym około 20 kandydatów z oficjalnym poparciem UMP), częściowo w ramach Unii na rzecz Większości Prezydenckiej. Ostatecznie w Zgromadzeniu Narodowym XII kadencji centryści utworzyli własną 30-osobową grupę poselską. Pozostali deputowani dotąd należący do Unii opuścili to ugrupowanie, wstępując do Unii na rzecz Ruchu Ludowego.
Stanowiąc zaplecze premiera Jean-Pierre’a Raffarina, UDF zaczęła wkrótce krytykować politykę jego gabinetu. Ostatecznie opuściła większość prezydencką, chociaż jeden z jej liderów, Gilles de Robien, zdecydował się pozostać w rządzie.
Odejście z partii polityków i środowisk chadeckich czy centroprawicowych skutkowało przesunięciem się partii w kierunku politycznego centrum. Po relatywnie dobrym wyniku w wyborach do Parlamentu Europejskiego w 2004 (11 mandatów) UDF przeszła z EPP-ED do nowej centrowej i liberalnej grupy w Europarlamencie pod nazwą Porozumienie Liberałów i Demokratów na rzecz Europy.
Po zajęciu w następnych wyborach prezydenckich w 2007 trzeciego miejsca (z wynikiem 18,57%) François Bayrou odmówił poparcia w drugiej turze któregokolwiek z kandydatów oraz zapowiedział powołanie na bazie UDF nowej partii centrowej pod nazwą Ruch Demokratyczny (MoDem). Decyzja ta wspierana przez partyjne zaplecze, spotkała się ze sprzeciwem znacznej części działaczy zajmujących stanowiska wybieralne z Hervé Morinem na czele (którego poparło ponad 2/3 deputowanych). Grupa ta opowiedziała się za Nicolasem Sarkozym i powrotem do koalicji rządowej, a następnie powołała proprezydencką partię Nowe Centrum, blisko współpracującą z UMP.
W wyborach parlamentarnych w tym samym roku do nowego parlamentu weszło tylko 5 kandydatów związanych z UDF (startujących głównie pod szyldem EDF-MoDem), z których dwóch przystąpiło wkrótce do frakcji Hervégo Morina.
16 kwietnia 2008 władze Unii na rzecz Demokracji Francuskiej 19 głosami za przy 6 głosach przeciw zadecydowały o rozwiązaniu UDF i przystąpieniu do Ruchu Demokratycznego.

## Wyniki wyborcze
Prezydenckie:
- 1981: Valéry Giscard d’Estaing – 28,3% w 1. turze (1. miejsce), 48,2% w 2. turze (2. miejsce)
- 1988: Raymond Barre – 16,5% w 1. turze (3. miejsce)
- 1995: Édouard Balladur (członek RPR) – 18,6% w 1. turze (3. miejsce)
- 2002: François Bayrou – 6,8% w 1. turze (4. miejsce)
- 2007: François Bayrou – 18,57% w 1. turze (3. miejsce)

Parlamentarne:
- 1978: 121 mandatów (na 488)
- 1981: 62 mandaty (na 491)
- 1986: 127 mandatów (na 573)
- 1988: 129 mandatów (na 575)
- 1993: 207 mandatów (na 577)
- 1997: 112 mandatów (na 577)
- 2002: 29 mandatów z własnych list i 73 mandaty z list UMP (na 577)

Europejskie:
- 1979: 27,6% i 25 mandatów (1. miejsce)
- 1984: 43,0% i 43 mandaty (1. miejsce, w koalicji wyborczej z RPR)
- 1989: 25,6% i 28 mandatów (1. miejsce, w koalicji wyborczej z RPR) oraz 8,4% i 7 mandatów (5. miejsce, odrębna lista dysydentów UDF, wystawiona przez Centrum Demokratów Społecznych)
- 1994: 28,9% i 26 mandatów (1. miejsce, w koalicji wyborczej z RPR) oraz 12,3% i 13 mandatów (3. miejsce, odrębna lista dysydentów UDF, wystawiona przez Partię Republikańską)
- 1999: 9,3% i 9 mandatów (5. miejsce)
- 2004: 12,0% i 11 mandatów (3. miejsce)

## Przewodniczący
- 1978–1988: Jean Lecanuet
- 1988–1996: Valéry Giscard d’Estaing
- 1996–1998: François Léotard
- 1998–2007: François Bayrou